# Seznam ameriških plezalcev
Seznam ameriških plezalcev.

## B
- Henry Barber

## C
- Tommy Caldwell
- Yvon Chouinard

## D
- Doug Robinson

## F
- Hans Florine

## G
- John Gill (plezalec)
- Dave Graham

## H
- Warren J. Harding
- Lynn Hill
- Alex Honnold

## J
- Ray Jardine

## P
- Bonnie Prudden

## R
- Lisa Rands
- Royal Robbins
- Steve Roper

## S
- Chris Sharma